# Historia de la Universidad Autónoma de Baja California
La Historia de la Universidad Autónoma de Baja California comienza en los años 1950s cuando Baja California es admitido como estado de la república mexicana y los deseos de implementar la educación superior en la Baja California son intensificados. Después de varios años examinando y promoviendo las posibilidades de fundar una universidad en el estado, el 28 de febrero de 1957, se promulga la Ley Orgánica de la Universidad Autónoma de Baja California (UABC), y nace dicha institución oficialmente. La UABC comienza originalmente compartiendo espacios en el edificio de la entonces Escuela Cuauhtémoc (hoy la Casa de la Cultura), en la ciudad de Mexicali, en mayo de 1958. La UABC expande sus influencias a la ciudad de Tijuana en 1959 y la ciudad de Ensenada en 1960. A partir de los años 1960s, la UABC empieza una evolución de desarrollo por toda la región estatal. La década de los 70 serían años turbios mientras que los 80s darían pie a la formación de sus primeras Facultades. De allí en adelante, la capacidad académica de la UABC seguiría creciendo. Entrando al año 2000, empezarían varios proyectos de expansión hasta convertir a la UABC en una de las universidades más importantes de México.

## Antecedentes históricos

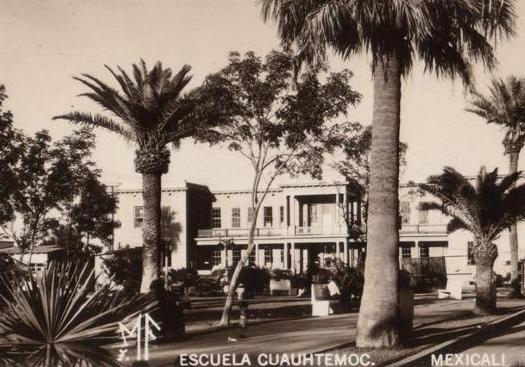
Edificio de la Escuela Cuauhtémoc construido en 1915. Aquí se darían las primeras clases de la Preparatoria de Mexicali en 1954 que formaría parte de la UABC en 1958.

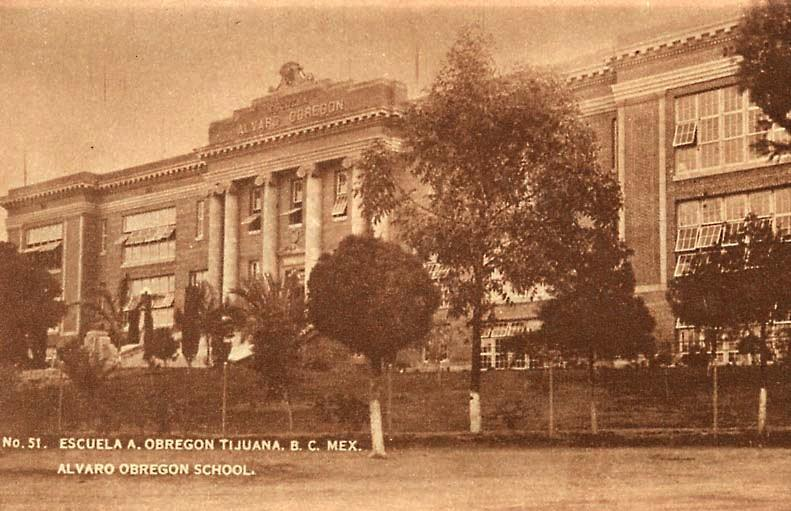
Edificio de la Escuela Álvaro Obregón en los años 1930s. Aquí se darían las primeras clases de la Preparatoria de Tijuana UABC en 1960.

Aunque la educación superior en México tiene rastros que van hasta el año 1550 cuando se fundó la Real y Pontificia Universidad de México en la Ciudad de México y la Universidad de Guadalajara en 1791, la educación en la Península era escasa hasta los principios del siglo XX en parte por la pequeña población de la región y que aún no se le admitía como estado de la república.

### Educación en Baja California (1833-1916)
A pesar de que en 1833 se da la Ley de Instrucción Pública en la Ciudad de México, la península Baja Californiana es una de las regiones sin infraestructura escolar. Es hasta el 15 de marzo de 1869, cuando el Congreso de la Unión decreta la Ley de Instrucción Primaria Obligatoria que el profesor de origen italiano, Eliseo Echieroni, se ubica en el territorio Partido Norte de las Baja Californias y ese mismo año establece la primera escuela primaria en el pueblo de Santo Tomás, entonces cabecera del territorio Partido Norte, localizado a 50 kilómetros al sur de la ciudad de Ensenada.
En 1872 se descubre oro en Real del Castillo, pueblo a 50 kilómetros al este de Ensenada y la mayoría de los habitantes abandonan Santo Tomás y Real del Castillo se convierte en la nueva cabecera. Para entonces, el profesor Echieroni, junto con el profesor y juez constitucional de la región de origen peruano, Manuel Clemente Rojo, abren la segunda escuela primaria bajo el nombre de Escuela Nacional del Norte. Es aquí también donde en marzo de 1875 que Echieroni instala la primera biblioteca pública, la Biblioteca del Partido Norte.
Cuando se acaba el oro en Real del Castillo en 1882, este se convierte en pueblo fantasma y el puerto de Ensenada se convierte en la cabecera del territorio Norte. Los profesores Echieroni y Rojo mudan sus escuelas a Ensenada.
En septiembre de 1882, la primera escuela primera de Tijuana se establece en las cercanías de la aduana. Para 1896, el profesor Rojo establece el Colegio Superior de Comercio en Ensenada y ese mismo año, el 3 de junio, el gobierno del Partido Norte publica la ley que establece la escuela laica, gratuita y obligatoria.
En 1908, el gobierno federal expedide la Ley de Educación y para entonces las escuelas primarias empiezan a aparecer lentamente en la región y se establecen entre 15 a 20 escuelas de 1912 a 1916. Se establece un programa visitante para enviar maestros del resto del país a la región para proveer la enseñanza. Es así como en septiembre de 1916 que la Escuela Primaria Cuauhtémoc abre en Mexicali, la cual se convertiría en el primer inmueble físico de la futura universidad.

### Comienza la educación secundaria (1917-1956)
En los años 1920s se establece una escuela normal en Mexicali pero su estancia es corta. El 15 de septiembre de 1922, es inaugurado el nuevo edificio Palacio de Gobierno del Ayuntamiento de Mexicali, este se convertiría en el hogar oficial y permanente de la Rectoría, 55 años después.
En la misma década de los 20s se forma la primera escuela secundaria en Tijuana, la Miguel F. Martínez y en 1930 abre sus puertas la Escuela Álvaro Obregón (hoy La Casa de la Cultura en Tijuana). En 1946, la primera preparatoria en Tijuana abre sus puertas en el primer nivel de la Escuela Álvaro Obregón. Dicha preparatoria se mudaría en 1950 a la Escuela Agua Caliente, lugar que albergaba el Casino Agua Caliente hasta su cierre en 1937. Se forma en 1947 la Escuela Normal Fronteriza de Mexicali y en 1950 esta se muda al edificio de la Escuela Cuauhtémoc. En 1951, se forma la Escuela de Enfermería, también en la Escuela Cuauhtémoc.
Al obtener Baja California su categoría de estado en enero de 1952, los deseos para una institución de educación superior se intensifican entre los habitantes. Como antesala para la futura universidad, en 1954, el gobierno de Mexicali funda la Preparatoria de Mexicali y en 1956 funda el Instituto de Ciencias y Artes del Estado (ICAD), compartiendo espacios con la escuela normal fronteriza en el edificio Cuauhtémoc.

### Movimiento Pro Universitario (1952-1957)
El 22 de junio de 1952 se constituye en la Ciudad de México el Club Universitario Tijuanense, compuesto por jóvenes de Tijuana cursando sus estudios en la Universidad Nacional Autónoma de México y quienes tomarían la labor de planear y promover la creación de la universidad.
En mayo de 1955, el Club Universitario Tijuanense embarca la campaña pro Universidad, la que daría pie al Comité Pro Universidad y en febrero de 1956, es constituido el Comité Pro Universidad en Tijuana y éste empieza a formular el anteproyecto Ley Orgánica de la Universidad Autónoma de Baja California.
El 18 de octubre de 1956, el gobernador del estado remite la Ley Orgánica a la legislatura local para su estudio y el 30 de enero de 1957, la legislatura responde dando a conocer sus puntos de discusión que incluyen dónde establecer la sede de la universidad y el por qué de ser autónoma. Después del debate y estableciendo que quién fuese rector, sea mexicano por nacimiento, se expide la Ley Orgánica.

## Comienza la UABC
Sería el 28 de febrero de 1957, después de varios años de esfuerzos por parte de profesionistas, empresarios, intelectuales y estudiantes que el primer gobernador del estado, Braulio Maldonado Sandez, promulga la Ley Orgánica de la Universidad, estableciendo formal y oficialmente la Universidad Autónoma de Baja California.
Los Artículos 1 y 2 de la Ley Orgánica de la UABC establece los principios que la conciben como una institución de servicio público, descentralizada de la administración del estado y con plena capacidad jurídica. Le asigna, como fines, impartir la enseñanza preparatoria y superior para formar profesionales, fomentar las investigaciones científicas y extender los beneficios de la cultura. De igual manera, esta ley establece que para realizar estos fines, la universidad se inspira en los principios de libertad de cátedra y de libre investigación con el propósito exclusivo de acoger todas las corrientes del pensamiento científico y social sin tomar parte en actividades de grupos políticos militantes.

### Organización de la universidad (1957-1959)
Los primeros dos años de la naciente universidad serían ocupados en establecer sus reglamentos fundamentales y estructura administrativa y académica. El 2 de agosto del mismo año de su fundación, se constituyó el Comité Estatal Pro Universidad instalado en el Palacio Municipal de la ciudad de Tecate y en dicha localidad cinco días después, el 8 de agosto, el ejecutivo estatal nombró a la Junta de Gobierno.
El 31 de mayo de 1958 se integra oficialmente la Preparatoria de Mexicali como la primera escuela de la UABC en el edificio de la Escuela Cuauhtémoc. En septiembre de 1958 la autoridad universitaria creó la Preparatoria de Ensenada, lugar que es actualmente el Colegio de Bachilleres. El 8 de octubre del mismo año se entrega el edificio de la Escuela Cuauhtémoc al dominio de la UABC y 13 de noviembre del mismo año se instaló el Patronato Universitario.
En mayo de 1959, se nombró al primer rector de la institución, el Dr. Santos Silva Cota.
Cuando el Dr. Silva Cota se convierte en Rector, la universidad cuenta solamente con dos unidades académicas: Las Preparatorias de Mexicali y Ensenada. Siendo así, se tomó la misión de expandir la institución particularmente al nivel profesional. Es así como el 1.º de agosto de 1959 que la Escuela de Enfermería que fuese parte del Instituto de Ciencias y Artes del Estado (ICAE) se incorpora a la universidad funcionando en el Edificio Cuauhtémoc, ahora admitiendo solamente a estudiantes con bachillerato terminado, anteriormente no requerido por el ICAE. Ahora la UABC sería oficialmente reconocida por la Asociación Nacional de Universidades e Instituciones de Educación Superior (ANUIES). Para entonces, la escuela Preparatoria de Tijuana, fundada en 1946, empieza el año escolar 1959/60 bajo el control de la UABC.Cabe mencionar al Lic. José Guadalupe González Cordero (1908-1959)  quien fue el presidente del comité Estatal Pro Universidad y la Junta de Gobierno y cedió su puesto al fallecer quien entonces era el vicepresidente, el Dr. Santos Silva Cota. Después de lo sucedido el Dr. Silva tomó el cargo de Presidente cuando meses después fue nombrado Rector sustituyendo el prefijo de Presidente.

### Década de 1960-1969
El 20 de septiembre de 1960 inicia la Escuela de Pedagogía en Mexicali con la intención de preparar futuros educadores en las áreas de biología, ciencias físicas, ciencias sociales, inglés, psicología educativa, lingüística y literatura, matemáticas y química. El 15 de diciembre del mismo año se establece la Escuela Superior de Ciencias Marinas (ESCM) en Ensenada con colaboración de la Institución Scripps de Oceanografía de La Jolla, California.
En enero de 1961, los rectores de las 25 universidades y seis institutos de educación superior en el país se reunieron en la Ciudad de México para discutir los problemas causados por sus presupuestos limitados ya que la contribución de sus estados era insuficiente. Como resultado, en mayo, el presidente de la república, Adolfo López Mateos visita la región Baja Californiana y promete proveer fondos hacia la expansión de la UABC.
Mientras tanto, la ESCM se establece compartiendo inmueble con la Preparatoria de Ensenada, donado por el Club Rotario de Ensenada y comienza sus actividades para el año escolar 1961-62; mismo año escolar que la Escuela de Economía y Ciencias Administrativas en Tijuana empezaría, ofreciendo las carreras de Licenciado en Economía y Contador Público. Para el año escolar 1961-62, la Preparatoria de Tecate también se incorpora a la UABC.
El 17 de febrero de 1962, el Consejo Universitario se reúne por primera vez después de quejas por parte de maestros y estudiantes de la Preparatoria de Mexicali ya que dicha institución faltaba por ser constituida. En marzo del mismo año, la Revista Universitaria hizo su primera publicación. Sería también el año 1962, en agosto, que los primeros edificios originalmente dedicados para la UABC empezarían a ser construidos con un subsidio de 3.3 millones de pesos (sin ajustar a inflación). Para entonces, la UABC instruye a 622 alumnos y 730 para el año siguiente.
El 26 de septiembre de 1963 se lleva a cabo las inauguraciones de los nuevos edificios de las Preparatorias de Mexicali y Tijuana bajo la presencia del presidente López Mateos y el gobernador del estado Eligio Esquivel Méndez. Este mismo año se creó el Instituto de Ingeniería e Investigaciones Industriales (IIII) en Tijuana con el fin de estudiar sistemáticamente los recursos naturales del estado para impulsar la industrialización. Es también en 1963 que el entonces maestro de la Preparatoria de Tijuana, Lic. Adán Santa Anna Flores, sugiere adoptar el borrego cimarrón como símbolo y mascota universitaria.
En 17 de septiembre de 1964, se establece la Escuela de Ciencias Sociales y Políticas en un edificio de la calle B en la ciudad de Mexicali. Aquí también se instalan las oficinas de la Rectoría. El 16 de mayo del mismo año, se adopta el lema universitario Por la Realización Plena del Hombre, escogido entre 864 propuestas después que la universidad hace la convocatoria en octubre del año anterior. Su autor es Miguel Gárate Velarde, quien estudiaba leyes en la UNAM y fue estudiante de la Preparatoria de Mexicali. El 15 de febrero de 1966, la universidad convoca el concurso para la creación de su escudo oficial y el diseño del pintor José Reyes Meza es el ganador.
Entre 1966-1967, se creó la Escuela Preparatoria del Ejido Nuevo León. En octubre de 1967 se formó la Escuela de Ingeniería en Mexicali.
En 1968, el gobernador del estado Raúl Sánchez Díaz aprueba un impuesto para impulsar la educación media y superior en la región; mismo año que el profesor de educación física, Victorino Vara, usó como mascota al borrego cimarrón para inspirar a sus equipos en la Universidad.
El 13 de marzo de 1969 se adquieren los terrenos que se convertirán en hogar permanente de la Escuela Superior de Ciencias Marinas en Ensenada, éstos frente al Océano Pacífico. Ese mismo año, se creó la Escuela de Turismo en Tijuana y el ya rector, el Dr. Rafael Soto Gil, establece un Comité de Planeación para desarrollar nuevas áreas de instrucción. El 21 de junio de ese año, el Comité forma la Escuela de Arquitectura en la avenida Cristóbal Colón y Calzada Justo Sierra.

### Década de 1970-1979

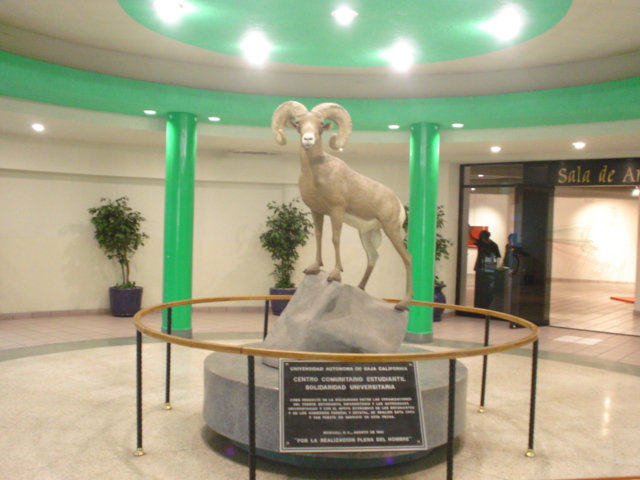
Símbolo Cimarrón de la Universidad Autónoma de Baja California (UABC). Comienza aparecer en los años 60s y para principios de los 70s obtiene una firme adopción por parte de los universitarios.

El 17 de septiembre de 1970, es fundado el Centro de Estudios Lingüísticos en Mexicali y el 21 de abril de 1971, el gobierno estatal concede en la Mesa de Otay lo que llegaría a ser el Campus Tijuana, después que estudiantes se manifestaron en el Club Campestre de Tijuana por 73 días exigiendo que se realizará un plantel universitario en la ciudad. Para 1970 también, las oficinas de la Rectoría tomarían lugar en el Fraccionamiento Jardines del Valle en Mexicali.
En enero de 1972 se establece la Facultad de Medicina en Mexicali con 67 alumnos, ubicada en la clínica número uno del Seguro Social, antiguo Hospital Civil. En mayo del mismo año, el presidente Luis Echeverría Álvarez hizo su primera visita a la región y poco después comenzaría la construcción de los primeros edificios del Campus Mexicali; así como la adquisición de las preparatorias del Ejido Nuevo León, Guadalupe Victoria y Tecate, más la construcción de una preparatoria en Ciudad Morelos. La Escuela de Ciencias Agrícolas se instaló en el Ejido Nuevo León y el 24 de agosto del mismo año, se formaron cuatro escuelas técnicas agropecuarias en El Sauzal, San Felipe, Isla de Cedros y Ejido Piedras Negras.
El 16 de octubre de 1972, un grupo de jóvenes protestan frente a las oficinas de la Rectoría por el hecho de que se les fue negado el ingreso a la Facultad de Medicina por falta de cupo. Estos tomaron las oficinas por 21 días. Durante el comienzo del año escolar 1972-73 hubo una huelga laboral de 72 horas por parte de maestros manifestando inconformidades. Las tensiones continuaron hasta llegar a una segunda toma de la Rectoría que duró tres meses hasta llegar a un acuerdo sobre como incrementar el cupo en la Facultad de Medicina.
En febrero de 1973 rompe otra manifestación por parte de estudiantes que exigen un descuento en el transporte por parte de la Alianza de Camioneros. En el día 22, la manifestación escala a la toma de posesión de nueve autobuses por parte de los manifestantes. Como respuesta, los transportistas suspenden todo el servicio de transporte en Mexicali. Entre autoridades universitarias, maestros, estudiantes, autoridades de la ciudad y estatales, los protestantes, transportistas y ciudadanos que dependen del transporte público, se empieza a entablar un acuerdo. El 28 de febrero se acepta un acuerdo para devolver los ya 19 autobuses en posesión de los estudiantes manifestantes. El primero de marzo, el incidente se vuelve crisis cuando rebeldes que no aceptan el acuerdo se manifiestan en el palacio municipal. Finalmente se involucra la policía y fuerzas antimotines llevando a cabo arrestos y lesionados, pero nadie de gravedad. Para entonces, todos los radios de los 19 autobuses fueron robados junto con 11 baterías.
En 28 de junio de 1973 se forma la Facultad de Medicina en Tijuana. En 1973 también se forma la Escuela de Derecho en Mexicali. Es también en 1973, que otro profesor de deportes, José Elías Carranco Hermosillo, propuso que todos los equipos deportivos de la UABC adoptaran la figura del borrego cimarrón.
El 28 de enero de 1974 es inaugurada la Escuela de Odontología y el 18 de febrero, se forma la Escuela de Ciencias Químicas, ambas en Tijuana. Un día antes, el 17 de febrero, se forma el Centro de Idiomas dentro de la Extensión Universitaria de Tecate, ofreciendo enseñanza de una segunda lengua. El 1.º de octubre de 1974, se establece la Facultad de Medicina Veterinaria y Zootecnia.
En 1975 es fundada la Escuela de Derecho en Tijuana y el Centro de Idiomas en la Extensión Universitaria de Ensenada así como el Centro de Investigaciones Históricas en Lomas del Porvernir, Tijuana, entre un acuerdo UNAM-UABC formalizado el 25 de julio. A partir de enero de 1975 entra en vigor la reforma a la Ley de Ingresos que incrementó del 10 al 15 por ciento el impuesto a la educación. Por su parte, el gobierno federal también incrementó su contribución subsidiaria lo cual permitió el continuo crecimiento de la universidad tanto en el ámbito estructural físico como en maestros y áreas académicas. Para entonces, la fuerza laboral se había organizado en un sindicato. El 3 de marzo de 1975 hubo una parálisis laboral en casi todas las escuelas de la universidad. Se llegó a un acuerdo en pocos días.
El 8 de abril de 1976, Radio Universidad salió al aire y el 1.º de noviembre, la Escuela de Odontología Mexicali es fundada, bajo la rectoría del Lic. Rigoberto Cárdenas Valdez. El 13 de septiembre de 1976 se funda la Escuela Superior de Ciencias Biológicas dando lugar en la Preparatoria Ensenada. En septiembre de 1977, la Rectoría se muda a sus instalaciones actuales, ocupando el edificio que fue el Palacio de Gobierno desde 1922 y el 31 de octubre, se inaugura el Centro de Investigaciones Culturales (CIC Museo) en la Colonia Nueva, Mexicali.
Los últimos años de la década de los 70 serían años turbios para la universidad ya que se llevarían a cabo diversos movimientos de protestas y manifestaciones en las cuales se puso aprueba la estructura democrática y política de la universidad.

### Década de 1980-1989

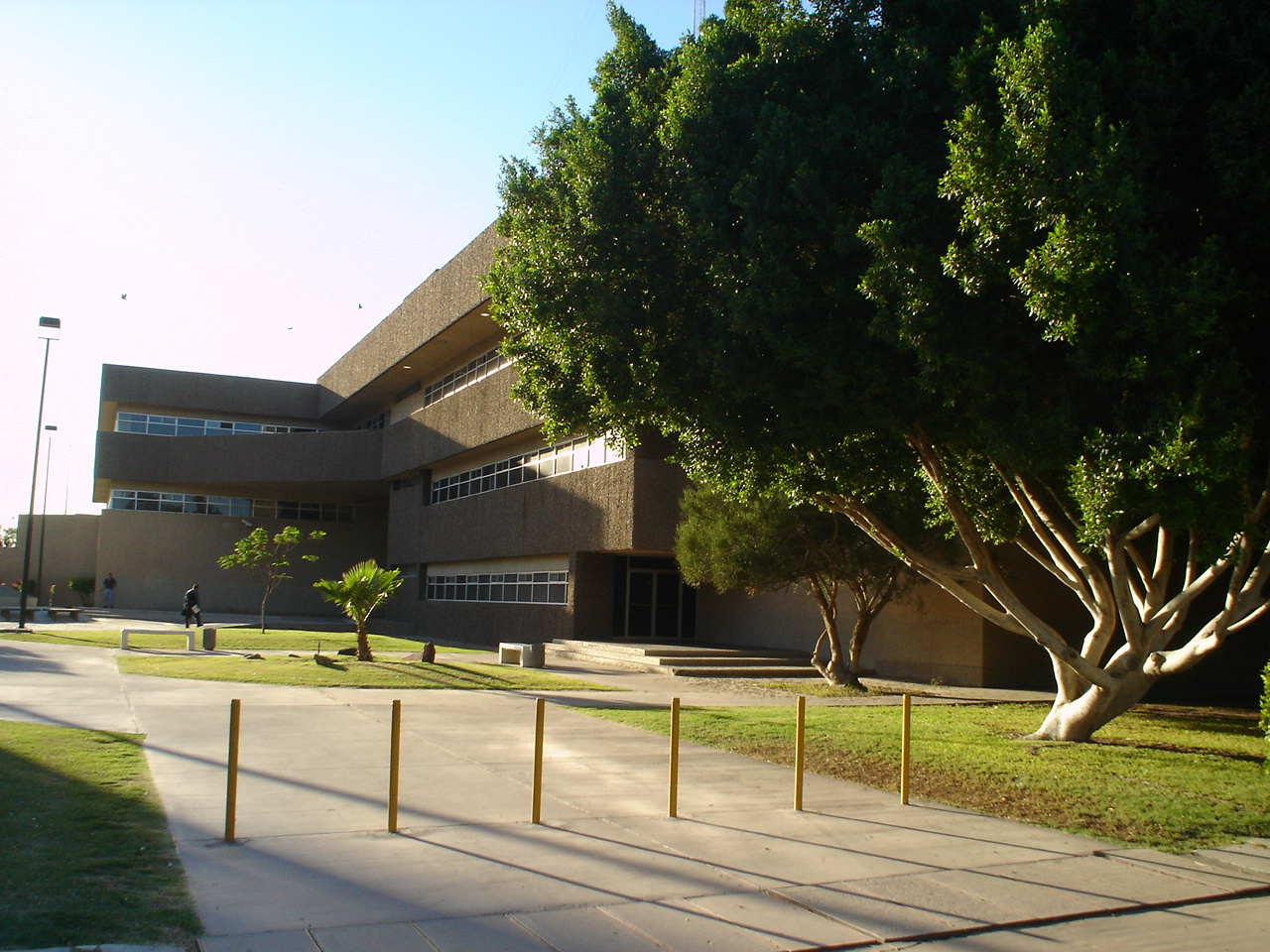
Vicerrectoría Campus Mexicali en la actualidad.

Entre octubre de 1980 y enero de 1981 se desató una huelga por parte de maestros y líderes estudiantiles con la intención de mejorar el proceso democrático, académico y laboral de la institución. Para cuando ésta terminó, se vio involucrado las autoridades policíacas y el gobierno estatal a consecuencia de disturbios. Después del incidente, tanto como maestros y estudiantes se vieron obligados a dejar la universidad.
El 6 de junio de 1981, el Centro de Estudios Lingüísticos en Mexicali pasa a ser el Instituto de Investigaciones Lingüísticas y Literarias cuya denominación cambia dos meses después, el 19 de agosto, a Instituto de Investigaciones Sociales. Es también en 1981 que la Facultad de Medicina Veterinaria y Zootecnia se muda a su actual localidad, en campos aledaños al Fraccionamiento Campestre, sur del Campus Mexicali. En 1981 es también fundado el Instituto de Ingeniería en Mexicali.
El 27 de noviembre de 1982, es creada la Escuela de Contabilidad y Administración en Ensenada, así como la carrera de ingeniería civil en obras portuarias, dando pie a la que llegaría ser la Faculta de Ingeniería de la UABC Ensenada.
En 1983, la Escuela de Arquitectura en Mexicali comienza a ofertar el programa de maestría y se le otorga el título de Facultad de Arquitectura y Diseño (FAyD). El 7 de noviembre de 1983 se creó la Comisión de Planificación y Desarrollo Institucional (CPDI).
En 1984 se estableció el programa de Maestría en Biofarmacia y la Escuela de Ciencias Químicas en Tijuana pasa a ser la Facultad de Ciencias Químicas.
En agosto de 1985, inicia el primer posgrado de la UABC con el programa de Maestría en Oceanografía Biológica en Ensenada. Mismo año, en Tijuana, se autoriza la Especialidad en Finanzas en la Escuela de Economía y Ciencias Administrativas, y la Escuela de Odontología obtiene también el grado de Facultad de Odontología al ofertarse a los profesores la Maestría en Biología Oral.
En agosto de 1986, en Tijuana, inicia la Escuela de Humanidades y la Facultad de Medicina se convierte en Facultad de Medicina al iniciar la Maestría en Salud Pública. El 27 de noviembre de 1986, el Consejo Universitario aprueba el cambio de nombre de la Escuela Superior de Ciencias Biológicas en Ensenada a simplemente Escuela Superior de Ciencias y un año después, el 27 de noviembre de 1987, la Escuela Superior de Ciencias Marinas en Ensenada cambia su nombre a Facultad de Ciencias Marinas y sería también la primera de la universidad en ofrecer un doctorado.
El 15 de mayo de 1987, se autoriza por el Consejo Universitario el programa de Maestría en Administración General, cambiando de nombre de Escuela de Contabilidad y Administración en Tijuana a Facultad de Contaduría y Administración. También en 1987, la Facultad de Economía de Tijuana es formada, independizándose de la Escuela de Economía y Ciencias Administrativas.
El 22 de febrero de 1988, abre el Centro de Idiomas en Tijuana. El 25 de abril de 1988, la Extensión Universitaria en Tecate empieza a operar. Es también en Tecate que el 28 de agosto de 1989 inicia la Escuela de Ingeniería. En noviembre del mismo año, aprueba el Consejo Universitario el programa de Maestría de la Escuela Superior de Ciencias en Ensenada y ésta se convierte en Facultad de Ciencias.

## Tiempos recientes (1990-1999)

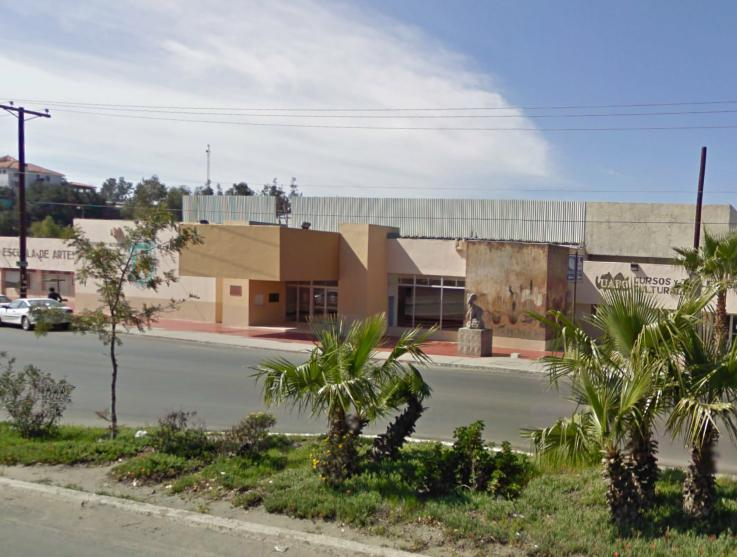
Unidad Tecate - Campus Tijuana.

En el año 1990, la Escuela de Odontología de Mexicali empieza a ofertar su programa de posgrado y siendo así, en 1991, el Consejo Universitario le otorga el título de Facultad de Odontología. Es también en 1991, que inicia en la UABC Mexicali la carrera de Técnico en Traducción Inglés-Español, por lo que el entonces Centro de Idiomas se convierte en Escuela de Idiomas. También en 1991, el Centro de Investigaciones Históricas se convierte en el Instituto de Investigaciones Históricas, ahora bajo la administración única de la UABC. Mismo año 1991, la Facultad de Medicina Veterinaria y Zootecnia ofrece su programa de maestría y en 1992, se reorganiza como el Instituto de Investigaciones en Ciencias Veterinarias (IICV). En el año 1992, la Facultad de Humanidades de Tijuana que operaba desde su creación en la Colonia Juárez, se muda permanentemente al Campus Tijuana en Otay.
En 1993 nace el Instituto de Investigación y Desarrollo Educativo (IIDE) en la UABC Ensenada. Durante la rectoría del Lic. Luis Javier Garabito Elías, 1994-1998, la Facultad de Medicina de Mexicali forma las especialidades de Pediatría, Anestesiología, Cirugía General, Medicina Interna y Ginecología y Obstetricia, madurando a Facultad de Medicina.
En 1995, bajo el mando del ingeniero Víctor Hugo Amaro Hernández, la Escuela de Ingeniería de Mexicali, establece en la universidad, conexión a la world wide web- la Internet, por primera vez; mismo año, el Patronato Universitario logró patentar una figura del borrego cimarrón para uso exclusivo de la Universidad. Es también en 1995 que la Escuela de Enfermería comienza a ofrecer un programa de licenciatura.
En 1996, la Escuela de Idiomas, inicia la Licenciatura en Docencia del Idioma Inglés y la Licenciatura en Traducción del Idioma Inglés en Mexicali. Es también en 1996 que el IIDE de Ensenada comienza a ofertar un posgrado. El 6 de diciembre de 1996, el Consejo Universitario acordó hacer oficial el uso del borrego cimarrón como mascota de la UABC.
En junio de 1998, el Centro de Extensión Universitaria San Quintín empieza a ofertar cursos de Educación continua en computación, actualización en administración e inglés en la Colonia Lázaro Cárdenas de la Delegación San Quintín. Dichos cursos se ofrecerían hasta marzo de 2005 en esta localidad.

### Década de 2000-actualidad
El día 3 de octubre de 2001, se firma convenio de colaboración con la Universidad de Aguascalientes, para la creación de la Maestría en Mercadotecnia, de la cual sería sede la Escuela de Turismo.

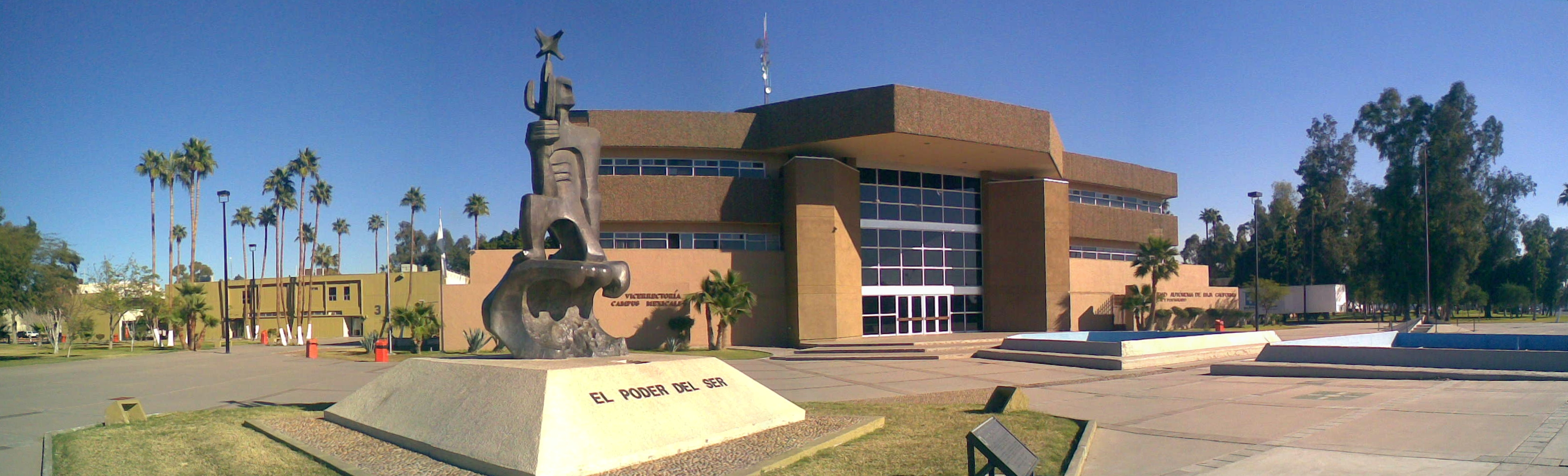
Vicerrectoría Campus Mexicali.

El 29 de mayo de 2003, el Consejo Universitario autoriza reestructurar la dinámica académica de la UABC en tres planteles universitarios individuales y posteriormente, a partir del 18 de agosto, el Campus Mexicali, Campus Tijuana y Campus Ensenada comienzan a operar como entidades individuales de la UABC bajo la reforma al Estatuto General mediante el cual se crean los acuerdos que permiten contar con un proyecto académico sólidamente fundamentado y en términos de las necesidades socioeconómicas y culturales que justifiquen su creación; que orienten sus actividades para satisfacer las demandas y necesidades de sus regiones correspondientes, por medio de la vinculación armónica entre las funciones sustantivas de docencia, investigación y extensión; formación de recursos humanos y la difusión y que de igual forma, contribuyan a la descentralización eficiente de los recursos y funciones de la Universidad y al impulso del desarrollo regional.
También en mayo de 2003, el Consejo Universitario aprueba la Escuela de Artes y el 18 de agosto, el Centro Universitario San Quintín abre sus puertas dentro del Colegio de Bachilleres ofertando cursos de tronco común en Ciencias de la Ingeniería y Económico-Administrativas, con una matrícula de 80 alumnos. Mismo año, la Escuela de Contabilidad y Administración (ECA) pasa a ser la Facultad de Ciencias Administrativas y Sociales en Ensenada (FCAyS) al presentarse y aprobarse el programa de posgrado Maestría en Administración.
El 3 de diciembre de 2003, la Escuela de Turismo de Tijuana pasa a ser Facultad de Turismo. En agosto de 2004, La Unidad Ciudad Morelos comienza sus operaciones con 24 estudiantes inscritos y el 24 de octubre del mismo año, la Escuela de Idiomas pasa a ser Facultad de Idiomas. Un mes después, en noviembre, abre la Unidad San Felipe sobre terreno donado a la universidad de 21.8 hectáreas a un costo inicial de 5 millones de pesos, ofreciendo cursos de tronco común en las áreas de contabilidad, administración de empresas y negocios internacionales.

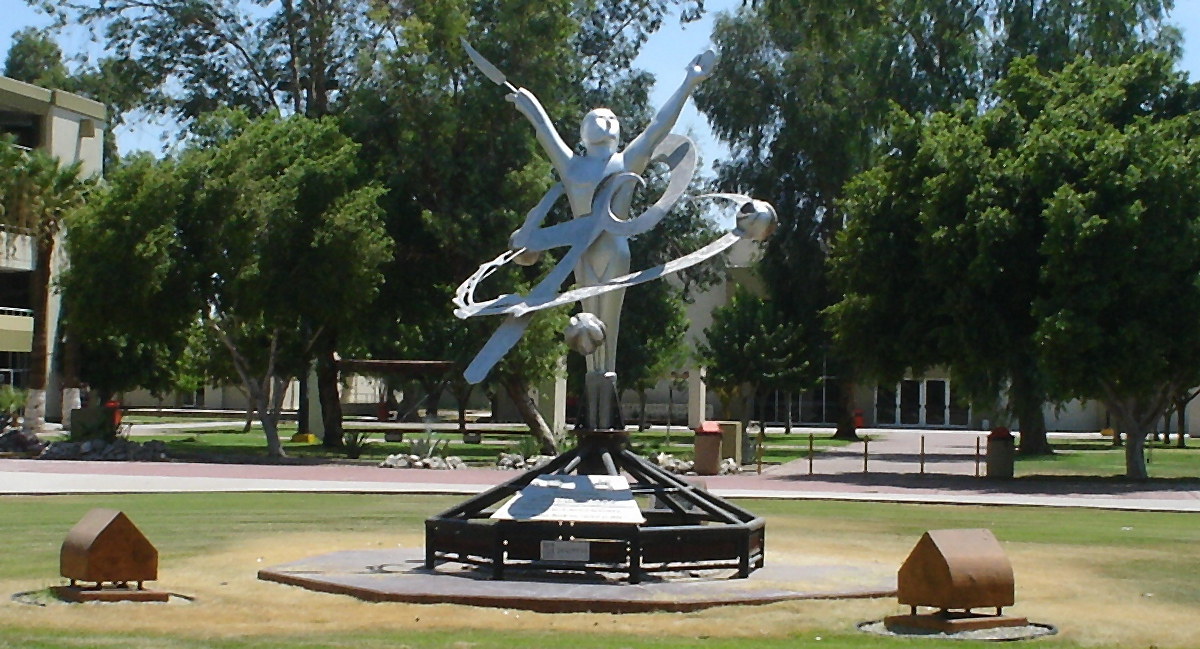
En 2007 se celebró el 50 Aniversario de la UABC.

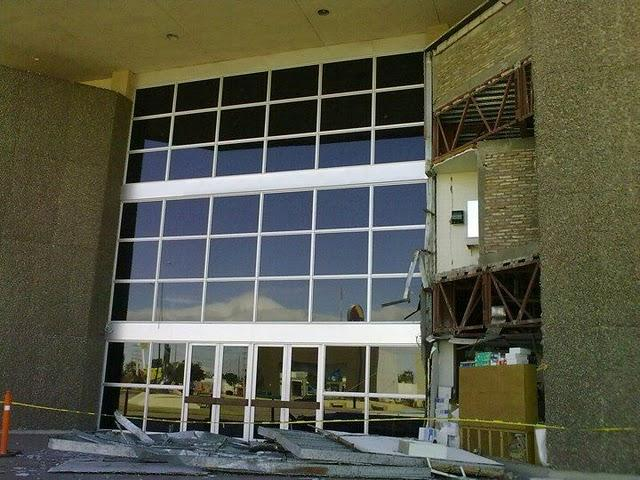
Daños a la Vicerrectoría Campus Mexicali después del terremoto de 2010.

El 25 de febrero de 2005, se inaugura oficialmente la Unidad Valle Dorado Ensenada dando espacio a la Escuela de Artes, la Escuela de Ciencias de la Salud y la Escuela de Deportes; así como la Facultad de Ciencias Administrativas y Sociales (FCAyS) y la Facultad de Idiomas. Posteriormente, en agosto del mismo año, el Centro Universitario San Quintín muda sus actividades a las instalaciones que actualmente ocupa sobre terreno donado a la universidad y con una inversión de 4 millones de pesos. También en agosto de 2005, comienza a operar la Unidad Guadalupue Victoria dentro del Colegio de Bachilleres mientras se construye sus instalaciones permanentes. Durante su comienzo se inscriben 41 estudiantes al tronco común de Ciencias Administrativas y 45 al tronco común de Ciencias Sociales. Mismo año, el 6 de octubre, la Maestría en Docencia es autorizada y la Escuela de Pedagogía en Mexicali cambia a ser Facultad de Pedagogía. El 15 de octubre de 2005, se publicó el cambio de nombre de Facultad de Turismo a Facultad de Turismo y Mercadotecnia en Tijuana. Dos meses después, el 4 de diciembre, se inaugura el edificio de la Escuela de Ingeniería y Negocios, Ciudad Guadalupe Victoria (EIN-CGV) y la Unidad Universitaria Guadalupe Victoria queda establecida permanentemente aquí. Es también durante el 2005, que la Escuela de Enfermería de Mexicali madura a Faculta de Enfermería al ofertar la maestría y doctorado en Ciencias de la Salud.
El 16 de febrero de 2006, se formalizó la creación de la Escuela de Ingeniería y Negocios en el Centro Universitario San Quintín y la Escuela de Enología y Gastronomía en Ensenada. Mismo año, el 5 de octubre, la Faculta de Pedagogía de Mexicali cambia a ser Facultad de Pedagogía e Innovación Educativa (FPIE). El 23 de noviembre del mismo año, la Unidad Rosarito dependiente del Campus Tijuana es inaugurada. Es también en 2006 que la Facultad de Economía de Tijuana se reestructura bajo Facultad de Economía y Relaciones Internacionales al incorporarse nuevos programas de maestría y doctorado.
El 27 de marzo de 2007 se inauguró el actual edificio del Instituto de Investigación y Desarrollo Educativo (IIDE) del Campus Ensenada. En abril del mismo año, la Escuela de Ingeniería de Tecate pasa a ser Facultad de Ingeniería y Negocios y el 10 de agosto de 2009, la Unidad Valle De Las Palmas empieza su primer ciclo académico sobre 50 hectáreas donadas al plantel universitario, con un costo de inversión de 160 millones de pesos.
El 4 de abril de 2010, el Valle de Mexicali fue sacudido por un terremoto con una magnitud de 7.2 {\displaystyle M_{\mathrm {w} }}, el cual causó daños de moderados a severos en la región, incluyendo al Campus Mexicali de la UABC por lo cual diversas reparaciones se llevaron a cabo.
El 6 de diciembre de 2010, tras deliberaciones inconclusas al nombramiento del nuevo rector, asume el puesto de rector provisional el Dr. Felipe Cuamea Velázquez, tras terminar la gestión (2006-2010) del Dr. Gabriel Estrella Valenzuela, bajo el artículo 35 de la Ley Orgánica: en caso de renuncia, fallecimiento, remoción o ausencia definitiva del rector por cualquier causa, el secretario general de la Universidad se encargará del despacho en forma provisional, hasta que la Junta de Gobierno designe al nuevo rector definitivo para un período de cuatro años. La Junta de Gobierno deberá hacer la designación del nuevo rector en un plazo no mayor de treinta días. El Dr. Felipe Cuamea Velázquez se convierte en la decimoquinta (15) persona en ocupar el puesto de la Rectoría.